# Coupe Spengler 1953
Navigation
Édition précédente Édition suivante
La Coupe Spengler 1953 est la 28e édition de la Coupe Spengler. Elle se déroule en décembre 1953 à Davos, en Suisse.

## Règlement du tournoi
Les six équipes sont réparties en deux groupes de trois équipes chacun. Le groupe A est composé du Krefeld EV, du Hockey Club Davos et du HHIJC La Haye. Le groupe B est composé du Neuchâtel Young Sprinters, du Hockey Club Milan et du EV Füssen.
Les équipes jouent un match contre chacune des autres équipe de son groupe. La deuxième équipe du groupe A rencontre la deuxième équipe du groupe B pour la 3e place. Les premiers de chaque groupe se rencontrent afin de déterminer le vainqueur de la Coupe Spengler.

## Résultats

### Phase de groupes

#### Groupe A
| Clt   | Équipe        | PJ | V | VP | D | N | BP | BC | Pts |
| ----- | ------------- | -- | - | -- | - | - | -- | -- | --- |
| +001, | HC Davos      | 2  | 1 | 0  | 0 | 1 | 15 | 9  | 3   |
| +002, | Krefeld EV    | 2  | 1 | 0  | 1 | 0 | 11 | 12 | 2   |
| +003, | HHIJC La Haye | 2  | 0 | 0  | 1 | 1 | 9  | 14 | 1   |

- Qualifié directement pour la finale

| décembre | Krefeld EV | 3-9 | HC Davos |  |

| décembre | Krefeld EV | 8-3 | HHIJC La Haye |  |

| décembre | HHIJC La Haye | 6-6 | HC Davos |  |

#### Groupe B
| Clt   | Équipe                    | PJ | V | VP | D | DP | BP | BC | Pts |
| ----- | ------------------------- | -- | - | -- | - | -- | -- | -- | --- |
| +001, | HC Milan                  | 2  | 2 | 0  | 0 | 0  | 11 | 6  | 4   |
| +002, | EV Füssen                 | 2  | 1 | 0  | 1 | 0  | 11 | 9  | 2   |
| +003, | Neuchâtel Young Sprinters | 2  | 0 | 0  | 2 | 0  | 7  | 14 | 0   |

- Qualifié directement pour la finale

| décembre | Neuchâtel Young Sprinters | 3-6 | HC Milan |  |

| décembre | EV Füssen | 8-2 | Neuchâtel Young Sprinters |  |

| décembre | EV Füssen | 3-5 | HC Milan |  |

### Phase finale

#### Match pour la3eplace
| 31 décembre | EV Füssen | 17-3 (10-0, 4-1, 3-2) | Krefeld EV |  |

#### Finale
| 31 décembre | HC Milan | 10-6 (5-2, 5-0, 0-4) | HC Davos |  |